# Franz Josef Huber
Franz Josef Huber (Monaco di Baviera, 22 gennaio 1902 – Monaco di Baviera, 30 gennaio 1975) è stato un generale tedesco, funzionario delle SS, ufficiale di polizia e dei servizi di sicurezza sia nella Repubblica di Weimar che nella Germania nazista.
Huber si unì al Partito Nazista nel 1937 e lavorò a stretto contatto con il capo della Gestapo Heinrich Müller. Dopo l'annessione tedesca dell'Austria nel 1938, Huber fu inviato a Vienna, dove fu nominato capo della polizia di sicurezza (SiPo) e della Gestapo per Vienna, le regioni del "Basso Danubio" e dell'"Alto Danubio" e fu responsabile delle deportazioni di massa degli ebrei. Dopo la fine della guerra, Huber non scontò alcuna pena detentiva. Fu impiegato in Germania occidentale nel Bundesnachrichtendienst (Servizio Informazioni Federale) dal 1955 al 1964. Morì a Monaco nel 1975.

## Biografia

### Primi anni di vita
Huber nacque il 22 gennaio 1902 a Monaco di Baviera. Frequentò "sette classi di ginnasio", nel suo ultimo anno di scuola, Huber prestò servizio come volontario a tempo (in tedesco: Zeitfreiwilliger) nelle unità di riserva che potevano essere mobilitate con breve preavviso dall'esercito. A metà del 1922 entrò nel servizio di polizia di Monaco e nel 1923 fu un "assistente ausiliario". Huber fu promosso a "assistente d'ufficio" e nel 1926 entrò a far parte del dipartimento di polizia politica. Nel gennaio 1928 fu nominato "assistente di polizia" e successivamente ispettore di polizia. Durante gli anni della Repubblica di Weimar, lavorò con Heinrich Müller, allora capo del dipartimento politico della polizia di Monaco. Huber fu coinvolto nella soppressione del partito nazista, dei comunisti e degli altri gruppi politici.

## Carriera nazista
Nel 1933, il Reichsführer-SS Heinrich Himmler divenne capo della polizia di Monaco e Reinhard Heydrich fu comandante del dipartimento IV, la polizia politica bavarese. Heydrich non licenziò Huber, Müller né Josef Albert Meisinger poiché intuì correttamente che questi uomini fossero professionisti e Heydrich aveva bisogno di tali uomini al servizio. Heydrich fu nominato capo della Gestapo il 22 aprile 1934 e si trasferì nell'ufficio berlinese della Gestapo portando con sé Müller, Meisinger e Huber, denominati Bajuwaren-Brigade (Brigata bavarese). Successivamente, nel 1937 Huber si unì al partito nazista (nº 4.583.151) e alle SS (nº 107.099).

### Scandalo Blomberg-Fritsch
All'inizio del 1938, Hitler, Göring e Himmler vollero sbarazzarsi del feldmaresciallo Werner von Blomberg, membro dell'alto comando dell'esercito e ministro della guerra. L'indagine di Meisinger rivelò che la moglie di Blomberg, Erna Gruhn, fu una prostituta con precedenti e in una occasione posò per alcune foto pornografiche, per questo Blomberg fu costretto a dimettersi.
Nel 1936 Meisinger scoprì le accuse di omosessualità mosse contro il comandante in capo dell'esercito colonnello generale Werner von Fritsch. Fu preparato un fascicolo, Heydrich passò le informazioni a Hitler che scelse di respingere le accuse e ordinò a Heydrich di distruggere il fascicolo, cosa che però non avvenne. Alla fine di gennaio 1938, Göring voleva sbarazzarsi di von Fritsch poiché non voleva che diventasse il successore di Blomberg e quindi il suo superiore. Heydrich rispolverò il vecchio dossier su von Fritsch. Meisinger all'epoca fu responsabile della "Campagna contro l'omosessualità e l'aborto" (in tedesco: Bekämpfung der Homosexualität und der Abtreibung), Huber e Meisinger portarono avanti le indagini contro von Fritsch. La svolta delle indagini arrivò quando Huber e Meisinger interrogarono Otto Schmidt, un famigerato criminale la cui banda berlinese si specializzò nel ricatto degli omosessuali: Schmidt identificò von Fritsch come omosessuale, Heydrich ripresentò a Hitler il dossier contro von Fritsch aggiornato. Si stabilì che von Fritsch fu confuso con un certo Rittmeister von Frisch. Le accuse contro Fritsch fallirono e il fascicolo di Schmidt fu svelato. Hitler fece trasferire von Fritsch ma ci fu una ricaduta dalle indagini. La carriera di Meisinger nella Gestapo era quasi terminata e Huber fu trasferito a Vienna nel 1938. Huber rimase un buon amico di Heinrich Müller che fu nominato capo della Gestapo il 27 settembre 1939.

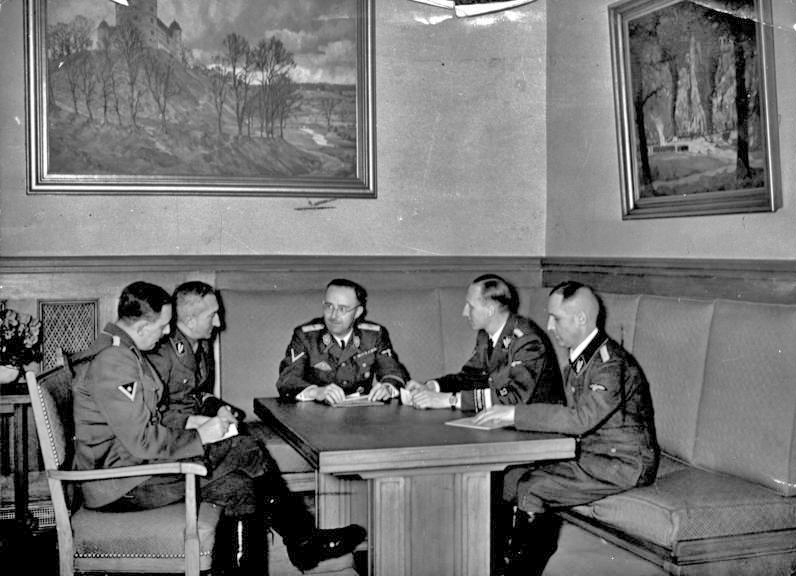
Foto del 1939: Da sinistra a destra sono mostrati Huber, Nebe (Kripo), Himmler, Heydrich e Müller che pianificano le indagini sull'attentato di Bürgerbräukeller ad Adolf Hitler.

### L'indagine Elser
Johann Georg Elser, un artigiano tedesco di Königsbronn, scelse l'anniversario del Putsch di Monaco del 1939 per uccidere Hitler con una bomba durante il suo discorso all'interno del Bürgerbräukeller. Elser scavò il pilastro dietro la tribuna dell'oratore e vi collocò la bomba. L'8 novembre 1939 la bomba esplose alle 21:20, ma Hitler aveva già lasciato la stanza tredici minuti prima. Elser fu arrestato quando tentò di entrare in Svizzera, fu trasferito a Monaco, dove fu interrogato dalla Gestapo. Dopo la confessione del crimine, Elser è stato portato al quartier generale della Gestapo a Berlino, dove fu torturato. Himmler volle un'indagine approfondita sulla questione poiché non era convinto che Elser avesse agito da solo. Huber fu incaricato delle indagini e ne riferì a Müller. Himmler era convinto che due noti agenti del SIS britannico fossero coinvolti nel tentativo di assassinare Hitler al Bürgerbräukeller: il capitano Sigismund Payne Best e il maggiore Richard Henry Stevens furono catturati in quello che divenne noto come l'incidente di Venlo, ma l'indagine di Huber non dimostrò il coinvolgimento di nessuno dei due agenti.

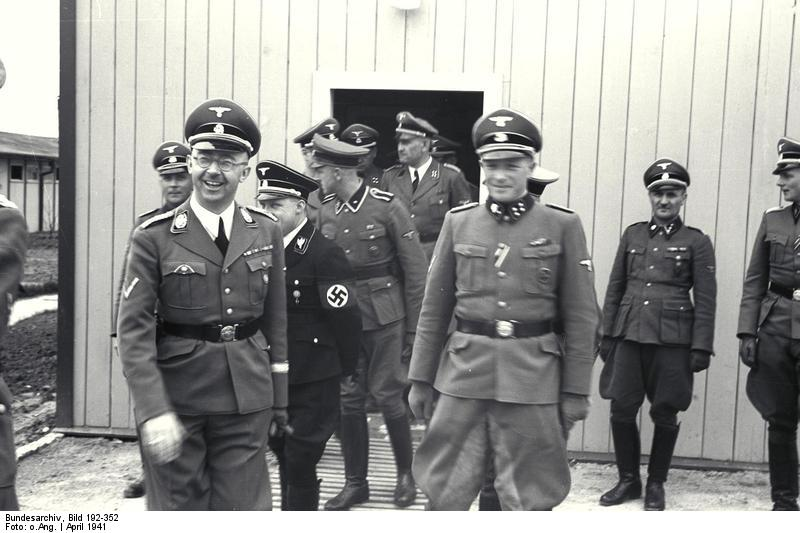
Franz Josef Huber (sulla porta) con Heinrich Himmler, August Eigruber e altri ufficiali delle SS, nel campo di concentramento di Mauthausen-Gusen, giugno 1941.

### Vienna
Nel marzo 1938, dopo l'annessione dell'Austria al Reich tedesco, Huber fu nominato capo della Polizia di Stato. Questa nomina lo pose a capo della SiPo, della Gestapo e della SD per le regioni di Vienna, del "Basso Danubio" e dell'"Alto Danubio". Lavorò dall'Hotel Metropole che, nell'aprile 1938, fu trasformato nel quartier generale della Gestapo a Vienna. Con uno staff di 900 persone (l'80% dei quali reclutato dalla polizia austriaca), fu il più grande ufficio della Gestapo fuori Berlino. Si stima che lì siano state interrogate o torturate circa 50.000 persone.
Huber fu anche formalmente a capo dell'Agenzia centrale per l'emigrazione ebraica a Vienna, e sebbene i leader de facto fossero prima Adolf Eichmann e successivamente Alois Brunner, fu comunque responsabile delle deportazioni di massa degli ebrei. Inoltre, Huber fu consigliere politico del Gauleiter Baldur von Schirach e suo rappresentante come Commissario per la Difesa del Reich per il Distretto Militare XVII.
Come ispettore di frontiera dei distretti militari XVII e XVIII, fu responsabile delle frontiere con Slovacchia, Ungheria, Jugoslavia, Italia e Svizzera. Nel tardo autunno del 1944, Huber fu promosso da Ernst Kaltenbrunner a comandante della SiPo e dell'SD nel distretto militare XVII. Huber fu insignito con la Croce al merito di guerra di seconda classe e prima classe con spade. Durante la guerra furono assassinati più di 70.000 ebrei austriaci, quasi il 40% della comunità prebellica.

## Dopoguerra
Alla fine della guerra, Huber fu arrestato. Dopo un processo nel 1949, non scontò alcun periodo di prigione e tornò nella sua città natale. La protezione di Huber da parte della CIA statunitense fece parte di un più ampio programma statunitense di reclutamento di almeno un migliaio di spie naziste e nascose il loro passato nazista per decenni anche, in molti casi, al Dipartimento di Giustizia degli Stati Uniti. Fu impiegato nel Servizio Informazioni Federale, in Germania occidentale, dal 1955 al 1964, tutti i tentativi di vari gruppi di sopravvissuti e del governo austriaco di farlo processare per le sue attività in tempo di guerra furono bloccati dalle autorità di occupazione e di intelligence degli Stati Uniti.
Si ritirò in pensione nel 1967, morì il 30 gennaio 1975 a Monaco di Baviera.